# Lochia
Lochia es un género de plantas con flores con tres especies de la familia de las cariofiláceas.

## Taxonomía
El género fue descrito por Isaac Bayley Balfour y publicado en Proceedings of the Royal Society of Edinburgh 12: 409. 1884. La especie tipo es: Lochia bracteata Balf.f.

## Especies
- Lochia bracteata Balf.f.
- Lochia kuriensis Radcl.-Sm.
- Lochia parvibracta M.G.Gilbert